# Эспириту-Санто (остров)
Эспи́риту-Са́нто (от исп. espíritu santo — Святой Дух, иногда называют просто Санто) — крупнейший остров в составе государства Вануату. Площадь 3955,5 км². Население — 39 601 человек (2009). Входит в состав архипелага Новые Гебриды в тихоокеанском регионе Меланезия. Основная часть провинции Санма.
Город Люганвиль на юго-восточном побережье Эспириту-Санто — второй по величине город Вануату и административный центр провинции. Дороги идут к северу и к западу от Люганвилья но большая часть острова далеко от небольшой дорожной сети.

## География
Высшая точка острова — гора Табвемасана (1879 метр) на западе центральной части острова, она является одновременно высшей точкой всей страны.

## История

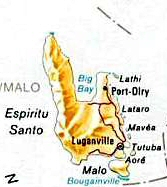
Карта острова.

Португальский исследователь, служащий Испании, Педро Фернандес Кирос в 1606 году основал поселение в бухте Биг-Бэй на северной стороне острова. Эспириту-Санто получил своё название от Кироса, который назвал всю группу островов Австралия-де-Эспиранту-Санто.
Во время последних этапов Второй мировой войны остров был базой США и сосредотачивал военное снабжение, аэродром и базы поддержки.
Между маем и августом 1980 года остров был местом восстания во время передачи власти над колониальными Новыми Гебридами от общего британско-французского кондоминиума к независимому Вануату. Движение Джимми Стивенса «Нагриамель» объявило остров Эспиранту Санто независимым от нового правительства. Была провозглашена Республика Вемерана. Бывшая франко-британская администрация и вооружённые силы отнеслись к самопровозглашённой республике индифферентно. В связи с этим правительство Вануату запросило помощь из Папуа-Новой Гвинеи, чьи силы вторглись на остров и восстановили центральную власть.

## Религия
Большинство населения Санто — христиане. Наибольшие церковные общины на острове — Пресвитерианская Церковь Вануату, Католическая церковь и Церковь Меланезии (Англиканская). Активность проявляют также Апостольская Церковь, Церковь Христа и Адвентисты седьмого дня. Однако есть много сельских жителей, которые всё ещё исповедуют язычество.

## Экономика
Источником дохода для местных жителей является выращивание арахиса, занятие сельским хозяйством, рыболовство и туристическая индустрия.
В настоящий момент Санто, благодаря наличию в прилегающих водах кораблей, потерпевших кораблекрушение и рифов, является популярным объектом туризма, в частности, дайвинга. Здесь также имеется известный пляж Шампань-Бич, очень популярный у туристов, отличается розовым песком и прозрачной водой. В западной части острова находится много пещер. Круизные лайнеры часто останавливаются в Люганвиле.

## Современные проблемы
Главные проблемы сегодня на острове — малярия, туберкулёз, возрастающее число случаев ВИЧ-инфекции. Широко практикуется употребление наркотика — местного вида перца, также возрастает употребление спиртных напитков. Это влечёт за собой возрастание преступности, особенно случаев насилия по отношению к женщинам, и родовой войне.